# Santo Expedito do Sul

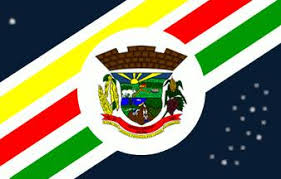
Banderas de la ciudad de Santo Expedito do Sul, Rio Grande do Sul, Brasil.

Santo Expedito do Sul es un municipio brasileño del estado de Río Grande del Sur. Se encuentra ubicado a una latitud de 27º54'30" sur y una longitud de 51º38'41" oeste, estando a una altitud de 662 metros sobre el nivel del mar. Su población estimada para el año 2004 era de 2520 habitantes y ocupa una superficie de 125,51 km².
- Datos: Q1784442
- Multimedia: Santo Expedito do Sul / Q1784442